# Rafael Calderón Muñoz
Rafael de Jesús Calderón Muñoz (San José, 24 de octubre de 1869-15 de junio de 1943) fue un médico y político costarricense. Fue uno de los fundadores del Partido Republicano Nacional, vicepresidente de la República, diputado en varias ocasiones, ministro y diplomático. Fue padre del presidente de la República Rafael y Francisco Calderón Guardia abuelo del también presidente Rafael Calderón Fournier. Declarado Benemérito de la Patria en 1943.

## Biografía
Nació en San José, el 24 de octubre de 1869 y el mismo día fue bautizado como José María Vicente Esteban Rafael de Jesús. Sus padres fueron Adolfo Calderón y María Muñoz y Vargas.
Contrajo nupcias en Alajuela el 15 de mayo de 1899 con Ana María Guardia Mora, hija de Carlos Guardia Barrios (hermano del presidente Tomás Guardia Gutiérrez) y Juana Mora Monge (nieta del jefe de Estado Juan Mora Fernández. Hijos de este matrimonio fueron: Rafael Calderón Guardia, presidente de la República de 1940 a 1944, casado en primeras nupcias con Yvonne Clays Spoelders y en segundas con María del Rosario Fournier; María, casada en primeras nupcias con Luis Fernández Jiménez y en segundas con Samuel Piza Chamorro, cónsul general de Costa Rica en Nueva York de 1943 a 1948; y Francisco Calderón Guardia, casado en primeras nupcias con Leticia Gei Bernini, en segundas con Josefina González y en terceras con María Luisa López.

## Fallecimiento
Falleció en San José, el 15 de junio de 1943 a los 73 años de edad.

## Médico
Cursó estudios en el Colegio Seminario de San José y el Colegio San Luis Gonzaga de Cartago. Posteriormente ingresó a la escuela de Leyes de la Universidad de Santo Tomás, pero en 1889 partió a Europa, para estudiar medicina en Bélgica. Se graduó de doctor en medicina en la Universidad Católica de Lovaina en 1897 y regresó poco después a Costa Rica.
Fue médico de pueblo en Paraíso, y también ejerció su profesión en San José durante muchos años. Prestó servicios en el Hospital San Juan de Dios desde 1903 hasta pocos años antes de su muerte y por largo tiempo fue su Superintendente. Impartió lecciones en la Facultad de Farmacia y la Escuela de Enfermería. Prestó gratuitamente servicios a numerosas organizaciones de beneficencia. Fue miembro de la Junta de Educación de la ciudad de San José, Vocal de la Junta General del Congreso Eucarístico de 1913 y participó en muchas otras actividades y entidades de bienestar social, especialmente las vinculadas con la Iglesia católica. La Santa Sede le otorgó en 1934 la Cruz de San Gregorio el Grande.

## Político
Fue uno de los fundadores del Partido Unión Demócrata, de corte conservador y católico, que postuló la candidatura presidencial de Ezequiel Gutiérrez Iglesias en la campaña política de 1905-1906. De 1912 a 1916 fue Diputado por San José. Aunque no era candidato, obtuvo votos en las elecciones presidenciales de Costa Rica de 1913.
Como diputado duranista respaldó con su voto la elección de Alfredo González Flores en el Congreso en mayo de 1914, a pesar de lo cual apoyó el golpe militar de 1917 y fue elegido como miembro de la Asamblea Constituyente convocada por el jefe provisorio Federico Tinoco Granados. Durante la administración constitucional de éste fue senador (1917-1919) y ministro plenipotenciario en misión especial en Honduras (1919). En vísperas de la caída de Tinoco (1919) fue nombrado cónsul general de Costa Rica en Bélgica, pero aunque partió a tomar posesión del cargo, poco después las nuevas autoridades lo destituyeron. Regresó a Costa Rica en 1922 y de 1930 a 1934 fue nuevamente diputado por San José. Presidió el Congreso de 1931 a 1932.
En los comicios de 1940, en las que su hijo Rafael Calderón Guardia fue elegido presidente de la República, Rafael Calderón Muñoz fue elegido diputado por San José para el período 1940-1944, y el Congreso Constitucional lo nombró como primer designado a la presidencia para ese mismo cuatrienio. Sin embargo, no ejerció funciones legislativas, ya que fue nombrado consejero honorario de Costa Rica en los Estados Unidos de América y se radicó en San Francisco, California. Regresó a Costa Rica en 1941 y fue nombrado Presidente de la Junta Directiva del Banco Nacional de Seguros, cargo que desempeñó hasta su muerte.
Del 25 al 28 de enero y del 1° al 3 de febrero de 1943, durante dos viajes de su hijo, ejerció interinamente la Presidencia de la República. Fue declarado Benemérito de la Patria el 4 de junio de 1943.